# Cimarrón, Chiapas
Cimarrón är en ort i Mexiko.   Den ligger i kommunen Las Margaritas och delstaten Chiapas, i den sydöstra delen av landet, 800 km öster om huvudstaden Mexico City. Cimarrón ligger 1 664 meter över havet och antalet invånare är 122.
Terrängen runt Cimarrón är huvudsakligen platt, men norrut är den kuperad. Runt Cimarrón är det ganska tätbefolkat, med 54 invånare per kvadratkilometer. Närmaste större samhälle är Las Margaritas, 4,2 km öster om Cimarrón. I omgivningarna runt Cimarrón växer huvudsakligen savannskog.